# Södersjön, Gästrikland
Södersjön är en sjö i Gävle kommun i Gästrikland som ingår i Dalälvens huvudavrinningsområde.